# Душан Перніш
Душан Перніш (словац. Dušan Perniš, * 28 листопада 1984, Нітра, Словаччина) — словацький футболіст, воротар «Данді Юнайтед» та  національної збірної Словаччини.

## Клубна кар'єра
Душан Перніш розпочав свої футбольні кроки в місцевій команді селища Нітра, але заради професійного футболу перейшов до «ЗТС Дубниця», де його помітили футбольні фахівці, і з 2006 року він дебютував за команду «Жиліна (футбольний клуб)», проте, на початках до основної команди не потрапляв, тому доводилося грати в оренді за команди нижчого класу — «ФК Сенец» та «ЗТС Дубниця». Згодом йому вдалося закріпитися в основі команди й успішно грати в Цорґонь лізі.  У 2009 році він підписав попередній контракт з командою Шотландської Прем'єр-ліги, а вже з січня 2010 року він став повноцінним гравцем команди «Данді Юнайтед», більше того, в цьому ж сезоні він здобув разом з командою Кубок Шотландії.

## Збірна
Душан Перніш дебютував 12 серпня 2009 року у товариському матчі супроти збірної Ісландії.